# Bettencourt-Riviere Churchyard
Bettencourt-Riviere Churchyard is een begraafplaats gelegen in de Franse plaats Bettencourt-Riviere (Somme). De militaire graven worden onderhouden door de Commonwealth War Graves Commission.
De begraafplaats telt 1 geïdentificeerd Gemenebest graf uit de Eerste Wereldoorlog.